# Carrera Podium

Logo de la marque italienne

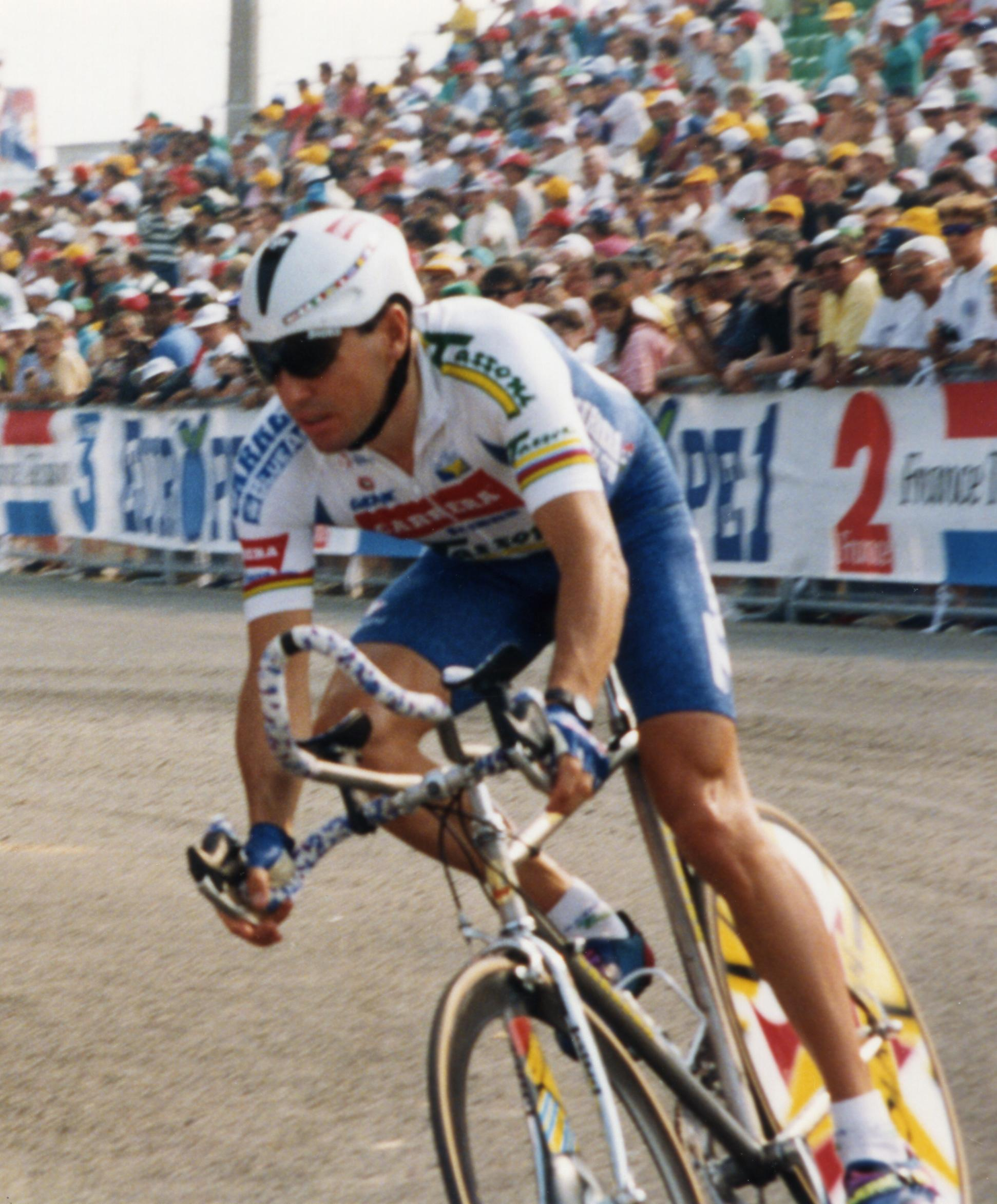
Stephen Roche sur un vélo de l'entreprise en 1993

Carrera Podium est une entreprise italienne de production de cadres pour vélos de route fondée en 1989 par Davide et Francesco Boifava et Luciano Bracchi.

## Historique
Dans les années 1990 Carrera fut très réputée pour avoir équipé  l'équipe Carrera Jeans.
Au fil des ans ont couru sur un vélo Carrera des champions comme Stephen Roche, Claudio Chiappucci, Marco Pantani, Beat Zberg, Markus Zberg, Andrea Tafi, Rolf Sørensen et Guido Bontempi.

### Modèles

#### Route
- Phibra 1
- Erakle
- Phibra 2
- Erakle TS
- Veleno RN
- Nitro SL
- Livia

#### Chrono
- Crono ala

#### VTT
- Stone
- Climb

## Sponsoring
- 2012 Team Idea-Conad
- 2013 Accent Jobs - Wanty[1]